# Upiór na sprzedaż
Upiór na sprzedaż (ang. The Ghost Goes West) – brytyjski film komediowy z 1935 roku w reżyserii René Claira. Historia ducha, którego wraz z zamkiem sprzedano i przeniesiono do Ameryki.

## Obsada
- Robert Donat: Donald Glourie / Murdoch Glourie
- Jean Parker: Peggy Martin
- Eugene Pallette: Mr. Martin
- Elsa Lanchester: Miss Shepperton
- Ralph Bunker: Ed Bigelow
- Patricia Hilliard: pasterka